# Droga krajowa B309 (Austria)
Droga krajowa B309 (Steyrer Straße) – droga krajowa w Austrii. Arteria położona jest w Górnej Austrii i prowadzi równolegle do granicy z Dolną Austrią. Trasa jest jedno-jezdniowa. Droga zaczyna się na węźle z Autostradą Zachodnią i prowadzi na południe do miasta Steyr. Głównym zadaniem trasy jest połączenie właśnie tego miasta przez A1 ze stolicą regionu – Linzem.